# الإكسرخسية البطريركية الملكية في القدس
الإكسرخسية البطريركية الملكية في القدس هي إقليم كنسي لكنيسة الروم الملكيين الكاثوليك في مدينة القدس يرؤسها إكسارخوس يعين من قبل البطريرك.

## التاريخ
كانت القدس تابعة للإقليم الكنسي لبطريرك الروم الملكيين الكاثوليك يرؤسها نائب بطريركي قبل عام 1992، ثم أنشئت الإكسرخسية في ذلك العام. و في عام 1998 تمت ترقية الإكسرخسية إلى معتمدية بطريركية. أما حدود الإكسرخسية فهي:
- شمالًا: خط وهمي يربط قيصرية فلسطين على البحر الأبيض المتوسط و رافد العرنون و الأردن شرقًا.
- غربًا: البحر الأبيض المتوسط.
- جنوبًا: خط من رفح على البحر الأبيض إلى شمال خليج العقبة على البحر الأحمر.
- شرقًا: الحدود الحالية مع الأردن.[2]

## الأبرشيات
منذ عام 1969 كان عدد الأبرشيات 9، وفي 2011 صار عددها 8 أبرشيات في الإكسرخسية.

## قائمة النواب البطريركيون في القدس
1. الأب بولس سمعان (1836 - 1837) نائبًا بطريركيًا.
2. المطران ميلاتيوس فندي (1838 - 1846) نائبًا بطريركيًا.
3. الأب إلياس قطان (1846 - 1874) نائبًا بطريركيًا.
4. المطران أمبروسيوس عبده (1860 - 1864) نائبًا بطريركيًا.
5. الأب جوزيف خوام (1877 - 1880) نائبًا بطريركيًا.
6. الأب إغناطيوس معقد (1880 - 1886) نائبًا بطريركيًا.
7. الأب رافائيل زلحف (1886) نائبًا بطريركيًا.
8. الأب باسيليوس عمارة (1886 - 1890) نائبًا بطريركيًا.
9. الأب فيليب ملوك (1890 - 1895) نائبًا بطريركيًا.
10. الأب جوزيف القاضي (1896 - 1898) نائبًا بطريركيًا.
11. الأب فيليب ملوك (للمرة الثانية) (1898 - 1903) نائبًا بطريركيًا.
12. الأب ألكسيوس عاقل (1914 - 1920) نائبًا بطريركيًا.
13. الأب إتيان دمر (1921) نائبًا بطريركيًا.
14. الأب كيرلس رزق (1921 - 1926) نائبًا بطريركيًا.
15. الأب أثناسيوس مغبغب (1926 - 1944) نائبًا بطريركيًا.
16. الأب بطرس سابا (1944 - 1960) نائبًا بطريركيًا.
17. المطران جبرائيل أبو سعدى (1961 - 1965) نائبًا بطريركيًا.
18. المطران هيلاريون كابوتشي (1965 - 1974) نائبًا بطريركيًا.
19. المطران لطفي لحام (1974 - 2000) نائبًا بطريركيًا، ثم إكسارخوسًا.
20. الأرشمندريت مطانيوس حداد (2000 - 2006) إكسارخوسًا.
21. المطران جورج بكر (2006 - 2008) إكسارخوسًا.
22. الأرشمندريت جوزيف الصغبيني (2008) إكسارخوسًا.
23. المطران جوزيف جول زريعي (2008 - 2018)
24. المطران ياسر حنا عياش (2018 - إلى الآن) إكسارخوسًا.[1][2][3]